# Iwan Mykytenko
Iwan Kindratowycz Mykytenko (ukr. Іван Кіндратович Микитенко; ur. 6 września 1897 r. we wsi Równe, zm. 4 października 1937 r.) – ukraiński pisarz, publicysta, dramatopisarz i działacz społeczny.

## Życiorys
Urodził się w rodzinie chłopa, we wsi Równe (gubernia chersońska, obecnie obwód kirowohradzki). W 1911 r. rozpoczął naukę w szkole wojskowej w Chersoniu. W grudniu 1914 r. został wysłany na front jako pomoc medyczna. Po trzech latach wraca z frontu z powodu choroby. 1922 r. rozpoczyna naukę w Instytucie Medycznym Uniwersytetu w Odessie. Wtedy też pisze swoje pierwsze utwory, drukowane w lokalnych gazetach (wiersze, felietony, opowiadania, artykuły). Zostaje członkiem ugrupowania Potoky oktabrja i przewodniczącym filii Hart w Odessie. Pod koniec 1926 r. zostaje wysłany do Charkowa i tam w 1927 r. kończy studia na Uniwersytecie Medycznym, przez jakiś czas mieszkając w budynku pisarzy Słowo. W tym czasie bierze udział w przygotowaniach zjazdu pisarzy proletariackich. W 1932 r. zostaje członkiem organizacji pisarzy ZSRR. W 1929 r., będąc pod wrażeniem podróży do Niemiec, Polski i Czechosłowacji, pisze książkę Hołuby myru (1929, ros. tłum. 1930).
W czasie "wielkiego terroru" aresztowany przez NKWD i rozstrzelany w październiku 1937 r. Od tego czasu jego utwory nie były drukowane. Prawie wszystkie wydano ponownie dopiero po 1956 r.

## Twórczość
W 1927r. pisze powieść Braty, a także sztuki teatralne. Największą sławę przyniosła mu sztuka Dyktatura (1929r.), poruszająca temat kolektywizacji wsi ukraińskiej. Szybko weszła do repertuaru teatrów ukraińskich i wielu teatrów ZSSR. 
Pierwszy utwór autobiograficzny Hawryjił Kyryczenko – szkoljar. 
W 1928 r. wychodzi zbiór opowiadań Wurkahany. 
Ostatnie lata poświęca głównie na pisanie sztuk teatralnych, pisze komedie: Solo na flejti (1933-36), Dni junosti (1935-36) oraz sztukę historyczną Marusja Szuraj (1934). 
Na podstawie jego utworów nakręcono filmy: Kinec’ Czyrwy-Kozyrja (Кінець Чирви-Козиря), Solo na flejti (Соло на флейті). Natomiast samemu Mykytence poświęcono filmy dokumentalne: Slowo pro pys’mennyka i hromadjanyna (Слово про письменника й громадянина, 1967), Iwan Mykytenko (Іван Микитенко, 1969).

## Utwory
Opowiadania
- Hordij, ukr. Гордій (1923)
- Bil’szowyky, ukr. Більшовики (1923)
- U werszyni, ukr. У вершині (1923)
- Nunyk, ukr. Нуник (1923)
- Etjudy czerwoni, ukr. Етюди червоні (1923)
- Zbiór opowiadań Na sonjacznych honach, ukr. На сонячних гонах (1926)

Sztuki teatralne
- Idu, ukr. Іду (1925)
- Na rodjuczij zemli, ukr. На родючій землі (1925)
- U borot’bi, ukr. У боротьбі (1926)
- Dyktatura, ukr. Диктатура (1929)
- Switit’ nam zori, ukr. Світіть нам, зорі (1930)
- Wuhillja, ukr. Вугілля (1931)
- Sprawa czesti, ukr. Справа честі (1931)
- Diwczata naszoji krajiny, ukr. Дівчата нашої країни (1932)
- Bastilija bożoji materi, ukr. Бастілія божої матерi (1933)
- Solo na flejti, ukr. Соло на флейті (1933-36)
- Dni junosti, ukr. Дні юності (1935–1936)
- Marusja Szuraj, ukr. Маруся Шурай (1935)
- Jak schodylo sonce, ukr. Як сходило сонце (1937)

Poematy
- Wohni, ukr. Вогні

Powieści
- Antonił ohon’, ukr. Антонів огонь
- Braty, ukr. Брати (1927)
- Hawryjił Kyryczenko – szkoljar, ukr. Гавриїл Кириченко – школяр
- Wurkahany, ukr. Вуркагани (1928)
- Ranok, ukr. Ранок (1933)